# 吉爾基 (若夫克瓦區)
50°11′31″N 23°34′59″E / 50.19194°N 23.58306°E
吉爾基（烏克蘭語：Гірки），是烏克蘭西部的村莊，隸屬利維夫州的利維夫區。該村面積7.3平方公里，海拔高度287米，2001年人口119，人口密度每平方公里16.3人。